# Steinfurt (district)
Districtul Steinfurt este un district rural (în germană Kreis)  în regiunea Münsterland, landul Renania de Nord-Westfalia, Germania.